# Гарольд Арлен
Гарольд Арлен (англ. Harold Arlen), справжнє ім'я — Хаім Арлук (англ. Chaim Arlook); 15 лютого 1905, Баффало — 23 квітня 1986, Нью-Йорк) — американський композитор популярної музики, автор більш ніж 500 пісень, багато з яких отримали світову популярність. Завдяки своєму хіту «Over the Rainbow» для фільму «Чарівник країни Оз» (1939), Арлен зайняв першу позицію в списку Great American Songbook.

## Біографія
Народився в родині єврейського кантора, в дитинстві навчався грі на фортепіано, ще в юності створив власний ансамбль. Досягнувши успіху як співак і піаніст, Арлен у двадцятирічному віці перебрався до Нью-Йорка, де спочатку був акомпаніатором у водевілях. У 1930-ті роки був автором музики для відомого нічного клубу «Cotton Club» у Гарлемі, а також уперше став пропонувати свої музичні твори для бродвейських мюзиклів і голлівудських кінокартин. У 1940-ві роки співпрацював із поетом-піснярем Джонні Мерсером, завдяки чому з'явилися такі хіти як «Blues in the Night», «That Old Black Magic», «Ac-Cent-Tchu-Ate the Positive» та інші. Після смерті дружини в 1970 році Арлен втратив інтерес до життя, став уникати друзів і родичів, поступово стаючи відлюдником. У 1971 році він був введений до національної Зали слави композиторів.
Гарольд Арлен помер у Нью-Йорку в 1986 році у 81-річному віці.

## Нагороди
- Оскар 1940 — «Найкраща пісня» («Over the Rainbow» із «Чарівник країни Оз»)